# Pietro II d'Aragona
Pietro II d'Aragona, detto il Cattolico, Pero in aragonese, Pere in catalano (Huesca, 1178 circa – Muret, 14 settembre 1213), fu re d'Aragona e conte di Barcellona, Gerona, Osona, Besalú, Cerdagna e di Rossiglione dal 1196 al 1213.

## Origine
Secondo le "Corónicas" Navarras, Pietro era figlio di Alfonso II (detto il Casto), re d'Aragona e conte di Barcellona, Gerona, Osona, Besalú, Cerdagna e di Rossiglione, e di Sancha di Castiglia (1154-1208), che, ancora secondo le "Corónicas" Navarras e le Ex Gestis Comitum Barcinonensium era figlia del re di León e Castiglia Alfonso VII l'Imperatore e di Richenza di Polonia, figlia del principe di Polonia, duca di Cracovia e di Slesia, Ladislao II (fuggito da Cracovia, nel 1146).

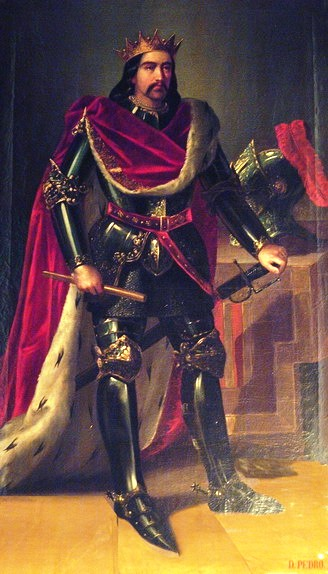
Pietro II di Aragona

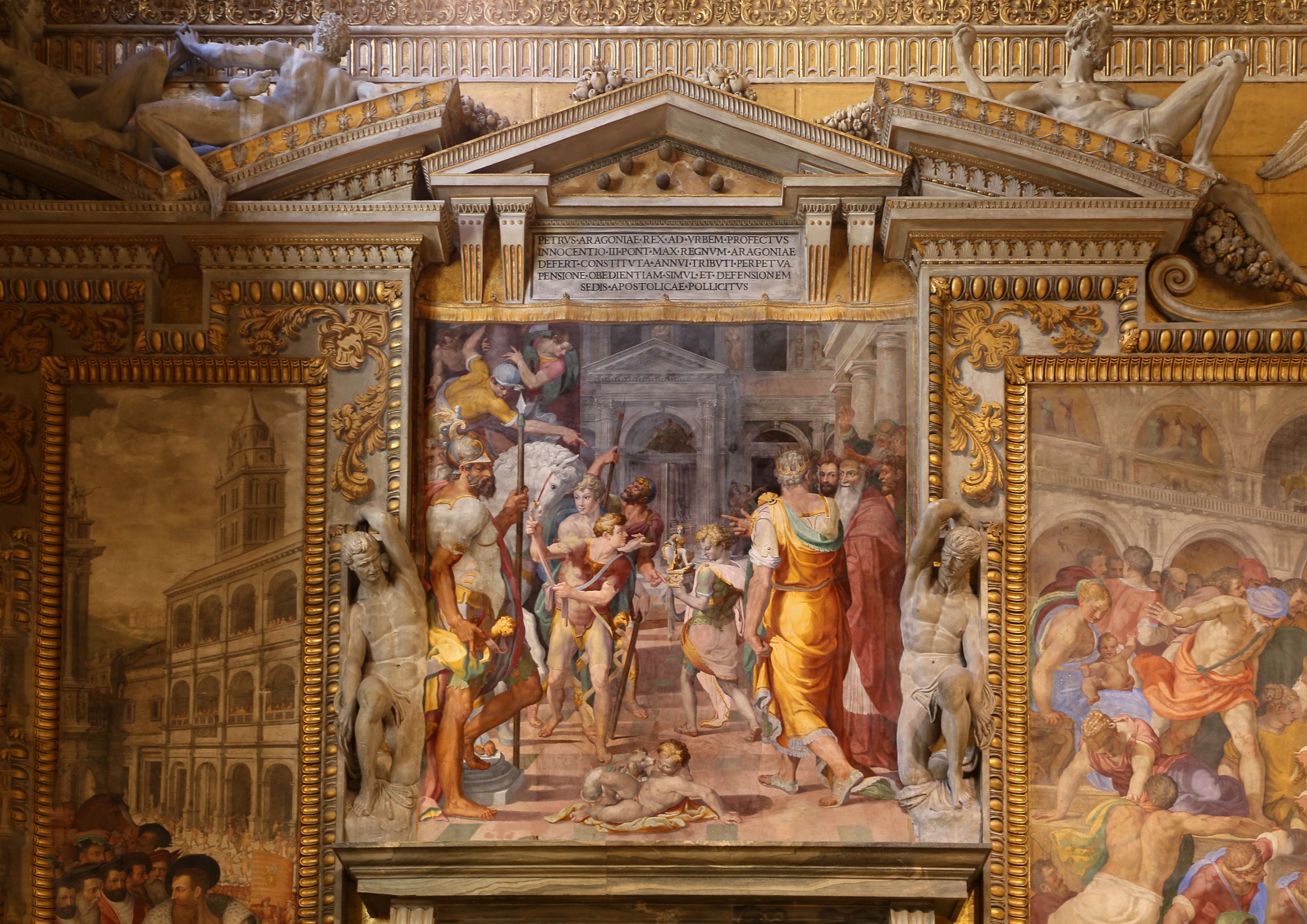
Livio Agresti, Pietro d'Aragona offre il regno a papa Innocenzo III, Sala Regia in Vaticano

Secondo la Ex Brevi Historia Comitum Provinciæ e familia comitum Barcinonensium Alfonso II il Casto era figlio della regina d'Aragona e contessa di Sobrarbe e Ribagorza Petronilla e del principe d'Aragona e conte di Barcellona, Gerona, Osona e Cerdagna, Raimondo Berengario IV.

## Biografia
Nelle "Corónicas" Navarras, Pietro viene citato come re d'Aragona assieme ai fratelli Alfonso Berengario, marchese di Provenza e Ferrante, abate nel monastero di Montearagón e alla sorella (Costanza), sposata in Ungheria (al yfant don Pedro, rey d'Aragón, et al marqués de Provença don Alfonso, et a don Ferrando, abbat de Mont aragón, et una filla que casaron en Ongría).

Nel Gesta Comitum Barchinonensium Pietro viene citato come il più anziano dei tre figli di Alfonso il Casto e che succedette al padre in tutti i suoi titoli (regnum Aragoniæ et Comitatus Barchinonæ, Bisuldini, Cerritaniæ et Rossilionis, ac Palearensem).

Anche la Cronaca piniatense, conferma che Pietro era il più anziano dei tre figli di Alfonso il Casto.

Secondo il Diccionario biográfico español, Real Academia de la Historia, Pietro nacque a Huesca verso il 1178, mentre per La web de las biografias e per la Gran enciclopedia catalana era nato nel 1177.
Nel dicembre del 1194, suo padre, Alfonso II, fece testamento, in cui stabilì che, nella Corona d'Aragona, gli sarebbe succeduto il figlio primogenito, Pietro, mentre la contea di Provenza sarebbe andata al maschio secondogenito, Alfonso Berengario, come riportato nel  Volume 2 de Los condes de Barcelona vindicados di Pròsper de Bofarull.
Nell'aprile del 1196, alla morte del padre, gli succedette sul trono di Aragona e nelle contee di Barcellona, Gerona, Osona, Besalú, Cerdagna e di Rossiglione.
L'anno successivo emanò un editto contro gli eretici che dovevano lasciare il regno di Aragona (con l'eccezione della città di Barcellona) o sarebbero stati messi al rogo.
Nel 1200 Pietro II propiziò l'accordo tra i re di Castiglia Alfonso VIII e di León Alfonso IX, che congiuntamente assalirono la Navarra, sottraendo diversi territori al re Sancho VII, a tutto vantaggio della Castiglia.
Dopo la sua incoronazione per mano del papa Innocenzo III avvenuta l'11 novembre del 1204, a Roma, nella ]chiesa di San Pancrazio, Pietro II giurò obbedienza feudale al papa stesso riconoscendo quindi la supremazia del papato sulla Corona d'Aragona, impegnandosi a pagargli un tributo annuo e a combattere le eresie; in cambio fu dichiarato defensor fidei sotto la cui guida si doveva portare a termine la riscossa cristiana contro i musulmani della penisola iberica e per questo venne soprannominato il Cattolico.
Fu il primo monarca del Regno di Aragona ad esser stato incoronato. A partire da lui tutti i re aragonesi vennero incoronati per concessione della Santa Sede (in una bolla emanata il 6 giugno 1205) nella Cattedrale di Saragozza, per mano dell'arcivescovo di Tarragona. La concessione venne estesa anche alle regine.

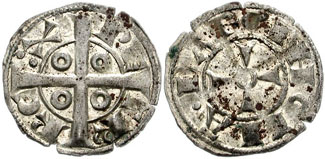
Denaro del 1196 di Pietro II

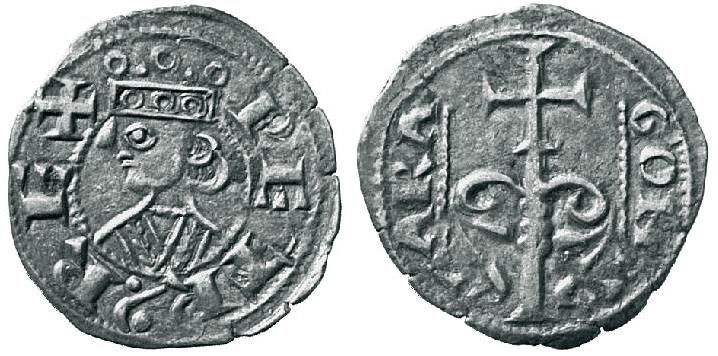
Denaro di Pietro II del 1205 circa

Durante il suo soggiorno romano ebbe modo di concordare con il papa Innocenzo III il matrimonio di sua sorella Costanza d'Aragona con il pupillo del papa, Federico II di Svevia, figlio di Enrico VI (e nipote di Federico Barbarossa), e di Costanza d'Altavilla (figlia del re di Sicilia Ruggero II il Normanno), re di Sicilia, sotto la tutela del papa; matrimonio che secondo il Continuatio Claustroneoburgensis tertia venne celebrato, nel 1208 (Fridericus rex Apulie filiam regis Arragonis, relictam regis Ungarie duxit in uxorem).
Il 15 giugno del 1204 Pietro, a Montpellier, aveva sposato Maria di Montpellier, figlia del signore di Monpellier Guglielmo VIII, come conferma anche la Chronica Albrici Monachi Trium Fontium e nipote dell'imperatore di Costantinopoli (figlia di Eudocia Comnena, figlia dell'imperatore Manuele Comneno), come conferma la Cronaca Piniatense; il contratto di matrimonio tra Pietro II e Maria è riportato dallo Spicilegium sive collectio veterum aliquot scriptorum, Volume 3.

Per Maria di Montpellier era il terzo matrimonio, avendo sposato, in prime nozze, nel 1192, secondo la Gran enciclopedia catalana Raimondo Goffredo, detto Barral, visconte di Marsiglia, del quale rimase vedova poco dopo e si risposò in seconde nozze con Bernardo IV conte di Comminges; questo secondo matrimonio viene confermato dallo Spicilegium, Volume 3; a seguito dei maltrattamenti subiti dal marito, ritornò a Montpellier, e, nel 1203, il matrimonio fu dichiarato nullo.
Gli abitanti di Montpellier, in quello stesso 1204, avevano cacciato il successore di Guglielmo VIII, Guglielmo IX, fratellastro illegittimo di Maria e, con l'approvazione del papa Innocenzo III, avevano spinto Maria a sposare Pietro II, con la clausola che il primo figlio della coppia, o maschio o femmina, sarebbe stato signore di Montpellier. Pietro accettò per i suoi interessi nel sud della Francia; il documento in cui Maria dona a Pietro II il governo delle sue proprietà è riportato dallo Spicilegium sive collectio veterum aliquot scriptorum, Volume 3.

La vita familiare della coppia non fu molto facile e fu la causa di una crisi di successione e il preludio alla futura separazione delle corone di Aragona e Catalogna, dai possedimenti francesi (gli abitanti di Montpellier erano per la regina Maria e contro Pietro); la nascita dell'erede, Giacomo consentì alla dinastia di proseguire nel controllo di entrambi i territori.

Secondo una leggenda riportata dalla Gran enciclopedia catalana Maria per poter restare incinta dovette introdursi, nell'oscurità, nel letto del marito, al posto di una sua amante; ed il frutto di questo incontro fu la nascita del principe Giacomo.
Pietro, che già, nel 1206, avrebbe voluto divorziare, dopo la nascita dell'erede, aveva ripreso a richiedere il divorzio, per sposare Maria del Monferrato, regina del regno di Gerusalemme. Per opporsi alle richieste del marito allora Maria di Montpellier si recò a Roma per avere giustizia dal papa, ottenendola. Ma mentre si trovava a Roma a perorare la sua causa Maria morì il 21 aprile del 1213.

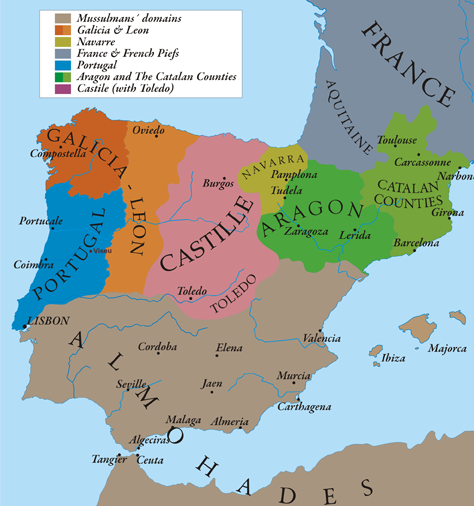
La penisola iberica e i domini della corona d'Aragona, nel 1210

Nel 1209 Pietro II era entrato in possesso della contea di Urgell, dopo la morte del conte, Ermengol VIII, senza eredi maschi, a nome del figlio Giacomo, fidanzato con la figlia di Ermengol, come riporta Salazar y Acha, nel suo La casa del Rey de Castilla y León en la Edad Media (non consultato).
Nel 1212, dopo che il papa Innocenzo III aveva ordinato di predicare una crociata contro i musulmani, Pietro II riuscì a preparare un esercito congiunto con gli altri sovrani cristiani della penisola iberica (escluso il re di León Alfonso IX), i re di Navarra Sancho VII, Castiglia Alfonso VIII e il re di Portogallo Alfonso II il Grasso che inflissero agli Almohadi, guidati dal califfo in persona, nella storica battaglia di Las Navas de Tolosa (16 luglio 1212) una decisiva sconfitta, a partire dalla quale ebbe inizio l'irreversibile declino dei regno Almohade nella penisola iberica.

La presenza di Sancho VII di Navarra fu determinante, le sue truppe navarresi arrivarono sino alla tenda del califfo Yacub ben Yussuf (detto Miramamolin) dopo aver tagliato le catene che la proteggevano.
Per quello che concerne gli albigesi Pietro II, così come il conte di Tolosa Raimondo VI erano propensi a non perseguirli, mentre il papa e la gerarchia ecclesiastica li consideravano eretici, quindi perseguibili; verso il 1204, erano iniziate le diatribe e diversi predicatori erano giunti in Provenza e nel Tolosano a sostenere il verbo del papa (tra questi vi era anche Domenico Guzmán).

Nel 1208, dopo l'assassinio di Pietro di Castelnuovo, missionario inviato dal papa Innocenzo III, ad opera di un cavaliere del conte di Tolosa, Raimondo VI, fu indetta una crociata, sotto la guida dell'abate Arnaldo Amalrico (o Arnaldo di Cîteaux), e nell'agosto del 1209, il comando militare fu affidato a Simone di Montfort, dopo che era già stato attaccato il feudo della famiglia Trencavel, conquistando Béziers e Carcassonne, dove erano stati commessi brutalità ed eccidi, condannati da Domenico di Guzmán; anche sotto il comando di Simone di Montfort le brutalità continuarono; cessarono solo per l'intervento del papa Innocenzo.

Si giunse a un compromesso: Pietro II cedette a Simone il feudo di Trencavel (Béziers e Carcassonne) e accettò la trattativa di un matrimonio tra suo figlio Giacomo e una figlia di Simone, in cambio della pace. 
Nello stesso periodo, dato che la crociata era sostenuta dal re di Francia, Filippo Augusto, Pietro si schierò a fianco del re d'Inghilterra Giovanni senza Terra.

Territori vassalli di Pietro II il Cattolico ed alleati tolosani per i giuramenti del 27 gennaio 1213, prima della Battaglia di Muret

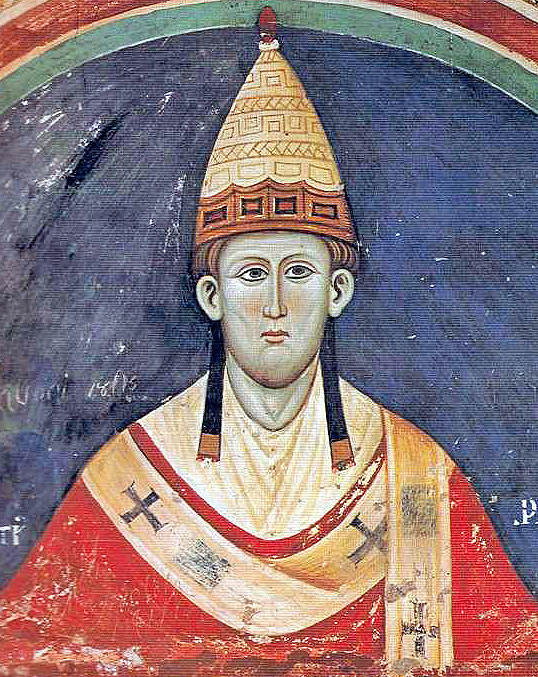
Affresco del XIII secolo rappresentante il papa Innocenzo III

Intanto nel Tolosano erano riprese le usurpazioni di Simone di Montfort contro Raimondo di Tolosa e i suoi vassalli; Pietro II, sempre nel 1212, intervenne presso il papa perché fermasse il Montfort, ma ormai la situazione era incontrollabile e la crociata riprese.
Pietro II, che nella primavera del 1213 aveva confermato il suo appoggio al re d'Inghilterra, Giovanni senza terra si schierò apertamente con il conte di Tolosa e affrontò i crociati, nel tentativo di conquistare il paese di Muret, dove Pietro morì, il 14 settembre 1213, durante la battaglia che si accese a seguito della controffensiva delle truppe francesi comandate da Simone IV di Montfort, Conte di Leicester; la morte di Pietro II viene riportata anche dagli Annales Compostellani (Petrus Rex Aragoniæ fuit interfectus a Gallis apud Castrum quod dicitur Muret, II Idus Septembris Era MCCLI).

La salma di Pietro II fu riportata in Aragona e fu tumulata nel Monastero di Santa Maria a Sijena, come riporta la Cronaca piniatense.
Il figlio di Pietro, Giacomo, ancora bambino, di circa cinque anni, suo legittimo erede, che viveva nel feudo aragonese di Carcassonne, governato da Simone di Montfort, in quanto promesso ad una figlia di Simone rimase nelle mani di Simone e fu liberato e poté rientrare in Aragona, solo nel 1214, dopo ripetute pressioni del papa. Rientrato in Aragona, Giacomo, come da espresso desiderio della madre, rimase sotto la tutela dei Cavalieri templari, il cui gran Maestro era Guglielmo di Montredò, nel castello di Monzón, ed ebbe come reggente il Conte di Rossiglione, Sancho Raimúndez, prozio di Giacomo e figlio del Conte di Barcellona, Ramón Berenguer IV.

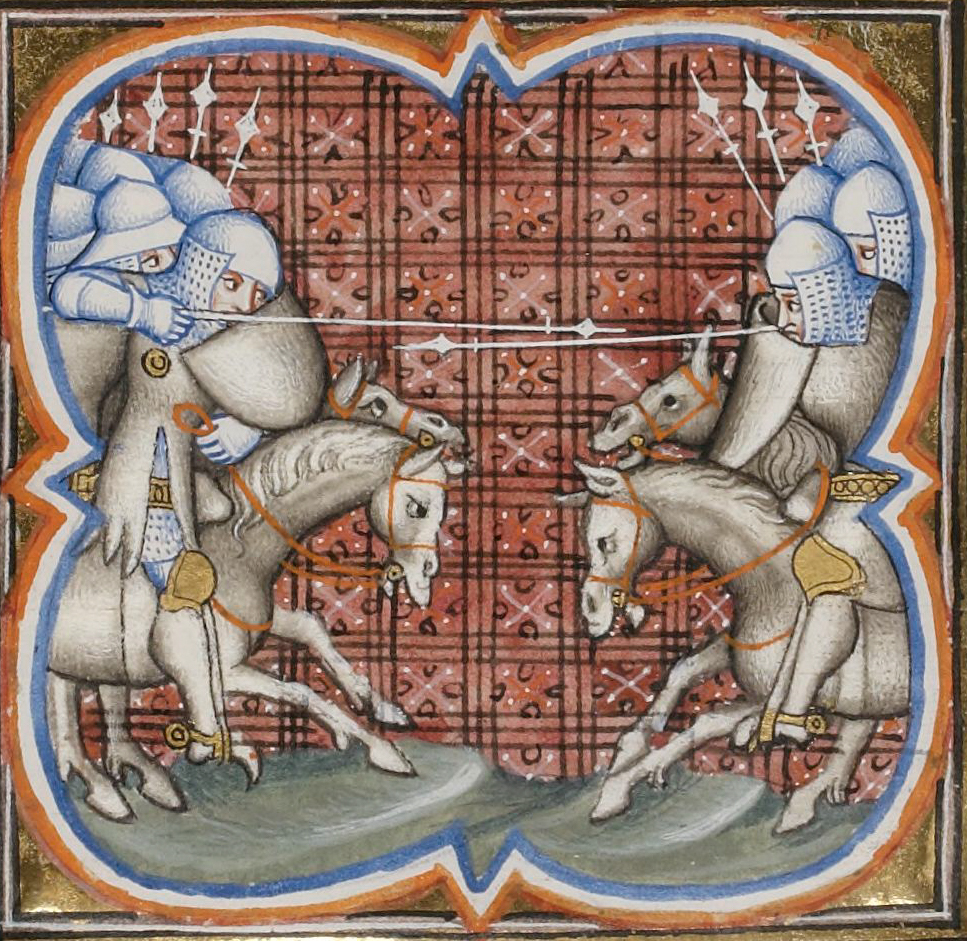
La Battaglia di Muret da una miniatura del XIV secolo

## Discendenza
Pietro ebbe figli sia dalla moglie sia da varie amanti.
Dalla moglie Maria ebbe:
- Sancha (1205-1206), fidanzata, alla nascita, con l'erede della contea di Tolosa, Raimondo, come confermato dallo Spicilegium, Volume 3[39];
- Giacomo I (1208 - 1276), re d'Aragona, di Maiorca e di Valencia, Conte di Barcellona e d'Urgell, e signore d Montpellier[22].

Da diverse amanti, delle quali non si conoscono né i nomi né gli ascendenti, ebbe tre figli illegittimi:
- Pietro (?-1254) sacerdote a Lleida
- Costanza (?-dopo il 1250), che sposò, nel 1212, dopo la battaglia di Las Navas de Tolosa, Guglielmo Raimondo di Montcada, siniscalco d'Aragona, che era stato a fianco di Pietro II durante la battaglia e ne aveva ricevuto in dono la signoria sui castelli e le città di Seròs, Aitona e Soses, nella Segrià
- Maria (?-?), che sposò Ugo Goffredo, visconte di Rocaberti

## Ascendenza
|                                      |                      |                         | Genitori                     |  |  | Nonni |  |  | Bisnonni                              |  |  | Trisnonni                            |  |
|                                      |                      |                         |                              |  |  |       |  |  | Raimondo Berengario III di Barcellona |  |  | Raimondo Berengario II di Barcellona |  |
|                                      |                      |                         |                              |  |  |       |  |  | Raimondo Berengario III di Barcellona |  |  | Raimondo Berengario II di Barcellona |  |
|                                      |                      | Matilde d'Altavilla     |                              |  |  |       |  |  | Raimondo Berengario III di Barcellona |  |  |                                      |  |
| Raimondo Berengario IV di Barcellona |                      |                         |                              |  |  |       |  |  | Raimondo Berengario III di Barcellona |  |  |                                      |  |
|                                      |                      | Dolce I di Provenza     | Gilbert I, conte di Gévaudan |  |  |       |  |  |                                       |  |  |                                      |  |
|                                      |                      | Dolce I di Provenza     | Gilbert I, conte di Gévaudan |  |  |       |  |  |                                       |  |  |                                      |  |
|                                      |                      | Dolce I di Provenza     | Gerberga di Provenza         |  |  |       |  |  |                                       |  |  |                                      |  |
| Alfonso II d'Aragona                 |                      | Dolce I di Provenza     |                              |  |  |       |  |  |                                       |  |  |                                      |  |
|                                      |                      | Ramiro II di Aragona    | Sancho Ramírez di Aragona    |  |  |       |  |  |                                       |  |  |                                      |  |
|                                      |                      | Ramiro II di Aragona    | Sancho Ramírez di Aragona    |  |  |       |  |  |                                       |  |  |                                      |  |
|                                      |                      | Ramiro II di Aragona    | Felicia di Roucy             |  |  |       |  |  |                                       |  |  |                                      |  |
| Petronilla di Aragona                |                      | Ramiro II di Aragona    |                              |  |  |       |  |  |                                       |  |  |                                      |  |
|                                      |                      | Agnese d'Aquitania      | Guglielmo IX d'Aquitania     |  |  |       |  |  |                                       |  |  |                                      |  |
|                                      |                      | Agnese d'Aquitania      | Guglielmo IX d'Aquitania     |  |  |       |  |  |                                       |  |  |                                      |  |
|                                      |                      | Agnese d'Aquitania      | Filippa di Tolosa            |  |  |       |  |  |                                       |  |  |                                      |  |
| Pietro II d'Aragona                  |                      | Agnese d'Aquitania      |                              |  |  |       |  |  |                                       |  |  |                                      |  |
|                                      | Raimondo di Borgogna | Guglielmo I di Borgogna |                              |  |  |       |  |  |                                       |  |  |                                      |  |
|                                      | Raimondo di Borgogna | Guglielmo I di Borgogna |                              |  |  |       |  |  |                                       |  |  |                                      |  |
|                                      | Raimondo di Borgogna | Etiennette de Longuy    |                              |  |  |       |  |  |                                       |  |  |                                      |  |
| Alfonso VII di León                  | Raimondo di Borgogna |                         |                              |  |  |       |  |  |                                       |  |  |                                      |  |
|                                      |                      | Urraca I di León        | Alfonso VI di León           |  |  |       |  |  |                                       |  |  |                                      |  |
|                                      |                      | Urraca I di León        | Alfonso VI di León           |  |  |       |  |  |                                       |  |  |                                      |  |
|                                      |                      | Urraca I di León        | Costanza di Borgogna         |  |  |       |  |  |                                       |  |  |                                      |  |
| Sancha di Castiglia                  |                      | Urraca I di León        |                              |  |  |       |  |  |                                       |  |  |                                      |  |
|                                      |                      | Ladislao II l'Esiliato  | Boleslao III di Polonia      |  |  |       |  |  |                                       |  |  |                                      |  |
|                                      |                      | Ladislao II l'Esiliato  | Boleslao III di Polonia      |  |  |       |  |  |                                       |  |  |                                      |  |
|                                      |                      | Ladislao II l'Esiliato  | Zbyslava di Kiev             |  |  |       |  |  |                                       |  |  |                                      |  |
| Richenza di Polonia                  |                      | Ladislao II l'Esiliato  |                              |  |  |       |  |  |                                       |  |  |                                      |  |
|                                      |                      | Agnese di Babenberg     | Leopoldo III di Babenberg    |  |  |       |  |  |                                       |  |  |                                      |  |
|                                      |                      | Agnese di Babenberg     | Leopoldo III di Babenberg    |  |  |       |  |  |                                       |  |  |                                      |  |
|                                      |                      | Agnese di Babenberg     | Agnese di Waiblingen         |  |  |       |  |  |                                       |  |  |                                      |  |
|                                      |                      | Agnese di Babenberg     |                              |  |  |       |  |  |                                       |  |  |                                      |  |

### Fonti primarie
- (LA) Rerum Gallicarum et Francicarum Scriptores, tome XII..
- (LA) España Sagrada, volume XXIII..
- (LA) "Corónicas" Navarras (PDF)..
- (LA) Crónica de San Juan de la Peña (PDF)..
- (LA) España Sagrada, volume XLIII..
- (LA) Monumenta Germaniae Historica, Scriptores, Tomus XXIII. URL consultato il 1º marzo 2020 (archiviato dall'url originale il 23 settembre 2015)..
- (LA) Monumenta Germaniae Historica, Scriptores, Tomus IX..
- (LA) Monumenta Germaniae Historica, Scriptores, Tomus XIX. URL consultato il 1º marzo 2020 (archiviato dall'url originale il 14 ottobre 2013)..
- (LA)  Spicilegium, Volume 3.

### Letteratura storiografica
- Rafael Altamira, La Spagna (1031-1248), in Storia del mondo medievale, vol. V, 1999, (pp. 865–896)
- E.F. Jacob, Innocenzo III, op. cit., vol. V, 1999 (pp. 5–53)
- Michelangelo Schipa, L'Italia e la Sicilia sotto Federico II, op. cit., vol. V, 1999 (pp. 153–197)
- A.S. Turbeville, Le eresie e l'Inquisizione nel medioevo: 1000-1305 circa, op. cit., vol. V, 1999 (pp. 568–598)
- Frederick Maurice Powicke, Inghilterra: Riccardo I e Giovanni, op. cit., vol. VI, 1999 (pp. 143–197)
- Edgar Prestage, Il Portogallo nel medioevo, op. cit., vol. VII, 1999 (pp. 576–610)
- (es) (la) Los condes de Barcelona vindicados, vol. II..